# Sikar
Sikar (hindi सीकर) – miasto w Radżastanie w zachodnich Indiach, stolica dystryktu Sikar. Około 185 tysięcy mieszkańców (2001).
- Strona internetowa Dystryktu Sikar
- Sikar - galeria zdjęć. sikar.nic.in. [zarchiwizowane z tego adresu (2012-02-04)].